# Crispi (Santa Fé)
Crispi é uma comuna da província de Santa Fé, na Argentina.